# Rehtsuo
Rehtsuo är en mosse i Finland.   Den ligger i landskapet Egentliga Finland, i den sydvästra delen av landet, 150 km väster om huvudstaden Helsingfors, på gränsen mellan Nousis och Vahto. Mossen är skyddad som naturskyddsområde (122,3 hektar).
Rehtsuo är en platåmosse, där den högsta punkten ändå går att urskilja. Ytterst finns en delvis enhetlig zon av starr-fattigkärr. Fågelfaunan är typisk för mossar i södra Finland, med bland annat ängspiplärka, gulärla och trana. Mossen är spelplats för orrar och används som viloplats av flyttfåglar.
Vandringsleden Suokullan reitti passerar Rehtsuo.